# Haus Sonnenblick

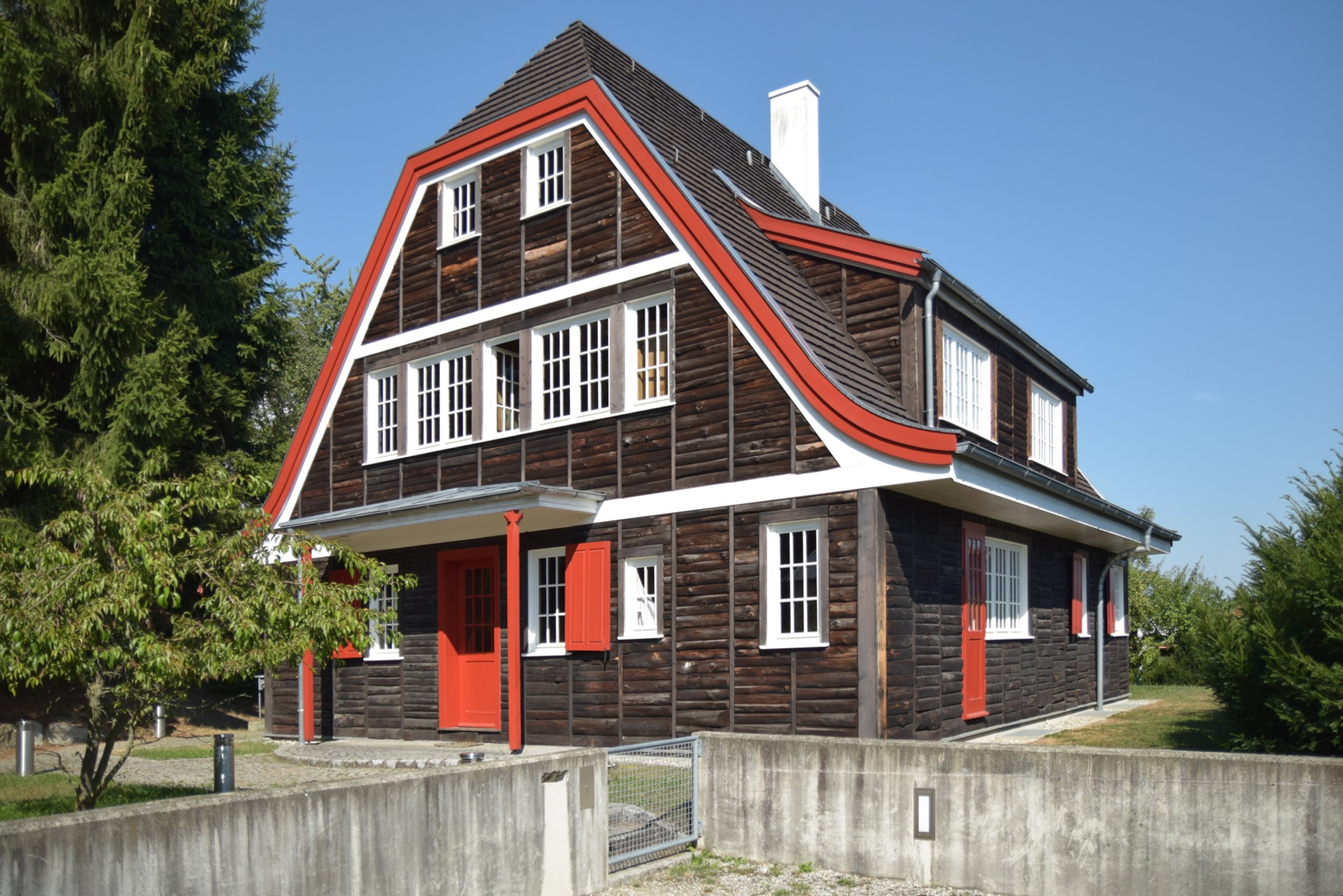
Haus Sonnenblick in Simbach am Inn

Das Haus Sonnenblick in Simbach am Inn, einer Stadt im niederbayerischen Landkreis Rottal-Inn, wurde ursprünglich 1923 in Leverkusen-Schlebusch errichtet und dort später unter Denkmalschutz gestellt. Im Jahr 2005 wurde es nach Simbach transloziert und rekonstruierend ergänzt.
Das Wohnhaus in Fertigteil-Bauweise wurde nach einem Typenentwurf von Richard Riemerschmid errichtet. Der anderthalbgeschossige Bau im reduzierten Landhausstil besitzt ein hohes Schopfwalmdach und Schleppgauben.
Das ehemalige Wohnhaus am Kreuzberger Weg 33 wird für Besucher geöffnet und für Veranstaltungen, die dem Baudenkmal  nicht schaden, vermietet.